# Годечево
Годечево је насеље у Србији у општини Косјерић у Златиборском округу, у близини планине Повлен. Према попису из 2022. било је 371 становника.
Житељи Годечева углавном живе у засеоцима и баве се пољопривредом (сточарство, кромпир, шљива, малина, боровнице, шумарство, дуван итд.).

## Демографија
У насељу Годечево живи 503 пунолетна становника, а просечна старост становништва износи 44,2 година (42,4 код мушкараца и 46,1 код жена). У насељу има 166 домаћинстава, а просечан број чланова по домаћинству је 3,61.
Ово насеље је великим делом насељено Србима (према попису из 2002. године), а у последња три пописа, примећен је пад у броју становника.
|  |

| Демографија | Демографија | Демографија |
| Година      | Становника  | Становника  |
| ----------- | ----------- | ----------- |
| 1948.       | 1.090       |             |
| 1953.       | 1.151       |             |
| 1961.       | 1.070       |             |
| 1971.       | 916         |             |
| 1981.       | 806         |             |
| 1991.       | 720         | 714         |
| 2002.       | 599         | 621         |

| Етнички састав према попису из 2002.‍ | Етнички састав према попису из 2002.‍ | Етнички састав према попису из 2002.‍ | Етнички састав према попису из 2002.‍ | Етнички састав према попису из 2002.‍ |
| ------------------------------------ | ------------------------------------ | ------------------------------------ | ------------------------------------ | ------------------------------------ |
|                                      |                                      |                                      |                                      |                                      |
| Срби                                 | Срби                                 |                                      | 596                                  | 99,49%                               |
| Црногорци                            | Црногорци                            |                                      | 1                                    | 0,16%                                |
| непознато                            | непознато                            |                                      | 2                                    | 0,33%                                |

| Година пописа     | 1948. | 1953. | 1961. | 1971. | 1981. | 1991. | 2002. |
| ----------------- | ----- | ----- | ----- | ----- | ----- | ----- | ----- |
| Број домаћинстава | 179   | 185   | 189   | 196   | 192   | 189   | 166   |

| Број чланова      | 1  | 2  | 3  | 4  | 5  | 6  | 7  | 8 | 9 | 10 и више | Просек |
| ----------------- | -- | -- | -- | -- | -- | -- | -- | - | - | --------- | ------ |
| Број домаћинстава | 29 | 34 | 28 | 20 | 20 | 17 | 10 | 7 | 0 | 1         | 3,61   |

| Пол    | Укупно | Неожењен/Неудата | Ожењен/Удата | Удовац/Удовица | Разведен/Разведена | Непознато |
| ------ | ------ | ---------------- | ------------ | -------------- | ------------------ | --------- |
| Мушки  | 265    | 77               | 177          | 9              | 0                  | 2         |
| Женски | 263    | 27               | 183          | 52             | 0                  | 1         |
| УКУПНО | 528    | 104              | 360          | 61             | 0                  | 3         |

| Пол    | Укупно                    | Пољопривреда, лов и шумарство | Рибарство                            | Вађење руде и камена | Прерађивачка индустрија       |
| ------ | ------------------------- | ----------------------------- | ------------------------------------ | -------------------- | ----------------------------- |
| Мушки  | 177                       | 150                           | 0                                    | 0                    | 9                             |
| Женски | 138                       | 134                           | 0                                    | 0                    | 1                             |
| УКУПНО | 315                       | 284                           | 0                                    | 0                    | 10                            |
| Пол    | Производња и снабдевање   | Грађевинарство                | Трговина                             | Хотели и ресторани   | Саобраћај, складиштење и везе |
| Мушки  | 2                         | 3                             | 8                                    | 0                    | 3                             |
| Женски | 0                         | 0                             | 2                                    | 0                    | 0                             |
| УКУПНО | 2                         | 3                             | 10                                   | 0                    | 3                             |
| Пол    | Финансијско посредовање   | Некретнине                    | Државна управа и одбрана             | Образовање           | Здравствени и социјални рад   |
| Мушки  | 0                         | 0                             | 0                                    | 2                    | 0                             |
| Женски | 0                         | 0                             | 0                                    | 1                    | 0                             |
| УКУПНО | 0                         | 0                             | 0                                    | 3                    | 0                             |
| Пол    | Остале услужне активности | Приватна домаћинства          | Екстериторијалне организације и тела | Непознато            | Непознато                     |
| Мушки  | 0                         | 0                             | 0                                    | 0                    | 0                             |
| Женски | 0                         | 0                             | 0                                    | 0                    | 0                             |
| УКУПНО | 0                         | 0                             | 0                                    | 0                    | 0                             |